# Uscita di emergenza

Segnaletica standard di un'uscita di emergenza secondo la norma internazionale ISO 7010

Il simbolo uscita di emergenza è un segnale di emergenza che indica la presenza di un'uscita di sicurezza. Il simbolo, adottato internazionalmente nel 1985, è stato creato dal designer giapponese Yukio Ota negli anni 1970.

## Storia
I primi segnali di uscita erano generalmente realizzati in metallo e illuminati da una vicina lampadina a incandescenza oppure erano una copertura in vetro bianco con la scritta "EXIT" in rosso, posta direttamente davanti a una lampada. Un difetto intrinseco di questi progetti era che in un incendio la potenza della luce spesso mancava. Inoltre, gli infissi potrebbero essere difficili da vedere in un incendio in cui il fumo spesso riduceva la visibilità, nonostante fosse relativamente luminoso. Il problema più grande era che il segnale di uscita era difficilmente distinguibile da un normale apparecchio di illuminazione di sicurezza comunemente installato in passato sopra le porte. Il problema è stato parzialmente risolto utilizzando invece lampadine colorate di rosso.
Ben presto furono sviluppati segnali migliori che assomigliavano di più al moderno segnale di uscita, con una lampadina a incandescenza all'interno di una scatola di forma rettangolare che retro-illuminava la parola "USCITA" su uno o entrambi i lati. Essendo più grande dei suoi predecessori, questa versione del segnale di uscita ha risolto alcuni dei problemi di visibilità. Il segno è stato utile solo fino a quando è rimasta l'alimentazione di rete.
Quando i sistemi di backup della batteria sono diventati più piccoli ed efficienti, alcuni segnali di uscita hanno iniziato a utilizzare un sistema a doppia alimentazione. In condizioni normali, il segnale di uscita era illuminato dalla rete elettrica e la batteria era in stato di carica. In caso di interruzione di corrente, la batteria forniva energia per illuminare il segno. I primi sistemi di backup della batteria erano grandi, pesanti e costosi. I sistemi moderni sono leggeri, possono essere installati praticamente ovunque e sono integrati nell'apparecchio, invece di richiedere una scatola separata. Con il miglioramento delle batterie, è aumentata anche la quantità di tempo in cui un dispositivo poteva rimanere acceso con le batterie.
Mentre i segnali di uscita erano più visibili grazie alle lettere di grandi dimensioni, anche una lampadina a incandescenza da 60 watt che brilla attraverso una copertura di plastica o vetro potrebbe apparire leggermente fioca in determinate condizioni. Le lampadine a incandescenza sono ancora in uso perché economiche e comuni, anche se consumano più elettricità e richiedono sostituzioni più o meno frequenti. Le lampadine a incandescenza accese 24 ore su 24, 7 giorni su 7, hanno una durata notevolmente più lunga rispetto a quelle che si accendono e si spengono. Quando vengono utilizzate nei segnali di uscita, vengono spesso azionate a una tensione inferiore a quella nominale, il che ne prolunga ulteriormente la durata, a scapito di una ridotta emissione di luce e di un'efficienza energetica notevolmente minore.
Con lo sviluppo della lampada fluorescente e della tecnologia dei diodi a emissione di luce, i segnali di uscita potevano essere resi ancora più luminosi per compensare la visibilità limitata in una situazione di incendio, utilizzando meno elettricità. Le lampade fluorescenti funzionano allo stesso modo delle lampadine a incandescenza, retro-illuminando entrambi i lati di un dispositivo di uscita dall'interno. I LED combinano un gran numero di diodi luminosi per illuminare il segno dall'interno. Un segnale di uscita è costantemente acceso; le lampadine fluorescenti devono essere sostituite più spesso dei LED, sebbene l'assenza di frequenti cicli di accensione/spegnimento prolunghi significativamente la vita delle lampade fluorescenti. Generalmente i LED hanno una vita molto lunga e possono durare per 10 anni o più, anche se la loro luminosità può diminuire gradualmente.
Sono stati sviluppati anche segnali radio-luminescenti e fosforescenti che non richiedono elettricità e sono stati utilizzati dagli anni '70. La radioluminescenza utilizza il decadimento radioattivo del gas trizio per illuminare il segno, mentre la fosforescenza utilizza pigmenti che emettono luce per brillare nell'oscurità. Sebbene entrambi questi segnali soddisfino gli standard del California State Fire Marshal, l'elettricità viene utilizzata nella stragrande maggioranza dei segnali.

## Normativa

### In Europa
Nel diritto italiano l'Allegato XXV del testo unico sulla sicurezza sul lavoro lo inserisce tra i cartelli di salvataggio, indicando che deve essere un pittogramma di colore bianco su fondo verde di forma quadrata o rettangolare. La norma UNI EN ISO 7010:2012 modifica l'aspetto del segnale, conformandolo allo standard internazionale. Secondo la normativa europea il simbolo può essere rivolto a destra o a sinistra ed essere accompagnato da frecce addizionali che indicano la direzione. Il segnale può presentare la dicitura supplementare «USCITA DI EMERGENZA».

### Nel Nord America

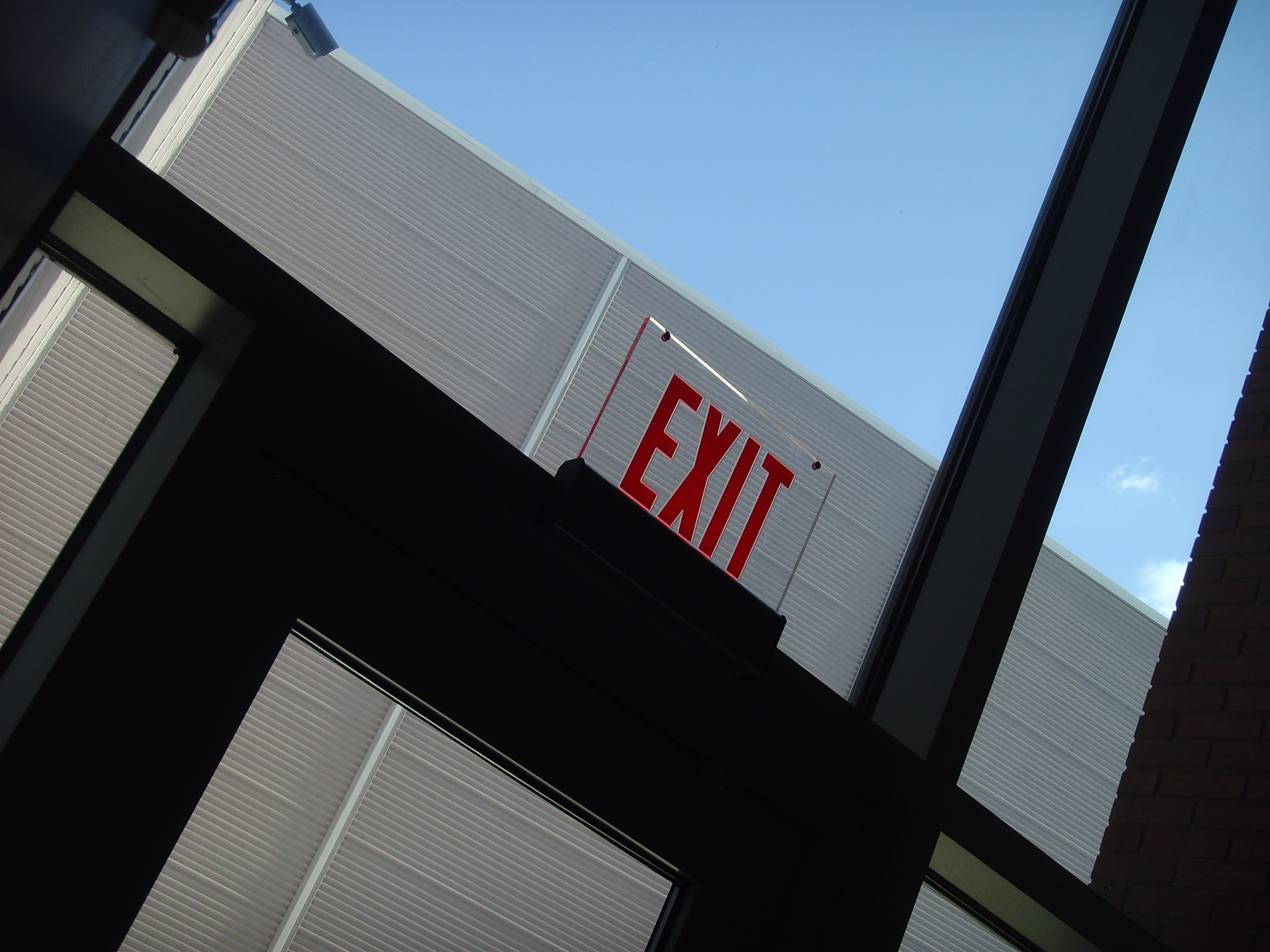
Scritta «EXIT» ad Allentown, in Pennsylvania

Negli Stati Uniti d'America e in Canada l'uscita di emergenza è indicata con una scritta di colore rosso «EXIT». La dicitura può essere occasionalmente di colore verde o, nel caso del Canada, recare il testo «SORTIE». La retroilluminazione dei segnali è garantita dalla presenza del trizio.

## Installazioni moderne
La maggior parte dei segnali di uscita nel mondo, ad eccezione di paesi come Stati Uniti, Canada, Australia, Hong Kong, Filippine e Singapore, sono di tipo pittogramma. Australia, Canada, Singapore e Hong Kong hanno apportato modifiche ai rispettivi codici di sicurezza per incoraggiare l'uso dei pittogrammi.
Negli Stati Uniti la National Fire Protection Association (NFPA) definisce lo standard uniforme per i segnali di uscita. NFPA 101 - 7.10.3.1 richiede segnali di uscita basati su testo per tutte le applicazioni standard, ma sono consentiti supplementi di pittogrammi purché si ottenga l'approvazione dell'autorità locale e sia conforme a NFPA 170. L'NFPA ha anche approvato il pittogramma ISO come opzione per segnali luminosi al buio di basso livello. La legge locale 26 di New York City richiede questi segni simbolici di basso livello in tutti i grattacieli. Nelle gallerie, il Transportation Research Board raccomanda di utilizzare il simbolo ISO. Airbus più recenti, Bombardier CS100 e gli aerei Boeing 787 Dreamliner hanno iniziato a utilizzare i nuovi segnali di uscita con pittogrammi, approvati dalla FAA nel 2012 e nel 2014 (a seconda del tipo di aeromobile). La stazione della metropolitana Government Center di Boston,  così come i nuovi tram di tipo 9 di MBTA per la linea verde e i nuovi treni della linea arancione di CRRC, utilizzano segnali di uscita con testo "EXIT" bianco su verde con il pittogramma ISO vicino ad esso. I lavori di ristrutturazione del terminal dell'aeroporto internazionale di Albany hanno aggiunto un'ulteriore segnaletica di uscita con pittogramma ISO sulla segnaletica di orientamento del terminal vicino alle uscite di emergenza.
Spesso si possono vedere moderni segnali di uscita che indicano il percorso verso un'uscita negli edifici commerciali e residenziali di grandi dimensioni che rispettano le norme antincendio. Alcune circostanze, come l'anno in cui è stato costruito un edificio, possono lasciarlo esente da alcuni di questi codici. Nella maggior parte dei casi, il proprietario dell'edificio è responsabile del rispetto dei requisiti dei segnali di uscita. Ciò è particolarmente vero negli edifici più vecchi che fungono da residenze multiple, come condomini, hotel e dormitori dei campus.
Gli infissi moderni sono solitamente fissati con una robusta struttura di plastica o metallo imbullonato saldamente alla parete o al soffitto. I cartelli riportano la scritta "EXIT", ovvero un'immagine che rappresenta l'uscita, su entrambi i lati. La segnaletica monofacciale è disponibile anche per installazioni a parete. I segni hanno spesso fori in metallo o plastica che possono essere rimossi in modo che si accenda anche una freccia che punta a sinistra o a destra. I moderni segnali di uscita sono spesso combinati con altri dispositivi di sicurezza, come l'illuminazione di emergenza per l'illuminazione supplementare dell'area. I segnali di uscita assorbono una quantità di energia relativamente piccola e generalmente possono essere aggiunti a qualsiasi circuito elettrico esistente senza effetti negativi. I moderni segnali di uscita sono anche, in una certa misura, ignifughi.
Inoltre sono disponibili lampade a LED specializzate con basi a vite di dimensioni "candelabro" per sostituire le lampade a incandescenza sempre accese nei vecchi segnali di uscita. Ciò consente di aggiornare facilmente gli infissi esistenti per risparmiare energia, senza la spesa di una sostituzione completa.
Successivamente i segnali di uscita LEC (condensatori a emissione di luce) sono entrati nel mercato. Chiamati anche elettroluminescenti (EL), questi segnali consumano solo 1/4 W di potenza e hanno una vita operativa di oltre 30 anni che supera di gran lunga la durata tipica di 10 anni di un'insegna a LED.

### Non conformità ai regolamenti edilizi
È spesso un reato grave in qualità di proprietario di un edificio o locatore non rispettare il codice antincendio/edilizio in termini di segnaletica di uscita. Nel luglio 2016, ad esempio, un incendio in un appartamento di Toronto ha causato la morte di una persona e il ferimento di molte altre. Un'indagine ha rilevato che le luci di emergenza e di uscita non erano adeguatamente illuminate e il proprietario è stato multato di circa 20.000 dollari per "non aver illuminato adeguatamente i segnali di uscita e non aver registrato test di illuminazione di emergenza" e altri 50.000 dollari per altre infrazioni al codice.

## Illuminazione
Poiché la visibilità può essere ridotta in caso di incendio, a causa del fumo o del guasto dell'illuminazione elettrica, il segnale è spesso illuminato in modo permanente, di solito con:
- Radioluminescenza (o "auto-luminosa") in cui un rivestimento di fosforo all'interno di un tubo di vetro si illumina a causa del decadimento beta del gas trizio radioattivo sigillato nel tubo. I segnali di uscita radioluminescenti sono vietati nelle installazioni del Dipartimento della Difesa degli Stati Uniti[16].
- La fotoluminescenza (o "bagliore nel buio") utilizza la fosforescenza, in cui la luce assorbita in precedenza dall'ambiente circostante viene lentamente riemessa.
- Illuminazione elettrica, con fonte di alimentazione locale ricaricabile o con i circuiti di illuminazione di emergenza dell'edificio che forniscono alimentazione di riserva da un UPS o da un generatore in caso di interruzione dell'alimentazione normale.

## Colore e design
Nella maggior parte delle regioni, tra cui Unione Europea, Giappone, Corea del Sud e Cina, i segnali di uscita hanno lettere verdi (in questa combinazione di colori, il rosso è riservato per indicare attività vietate.) In Australia, Nuova Zelanda e nella maggior parte dei paesi europei vengono utilizzati pittogrammi al posto della parola "uscita". La direttiva europea sui segnali 92/58/CEE del 24 giugno 1992 indica che i segnali devono essere di colore verde per indicare un luogo sicuro di uscita. La direttiva BS EN 1838:1999, BS 5266-7:1999 disciplina anche le applicazioni di illuminazione di emergenza.
Negli Stati Uniti, i segnali di uscita possono avere caratteri rossi o verdi, ma tradizionalmente sono rossi. Molti stati o città hanno emanato codici edilizi che specificano il colore del segno. Ad esempio, a Baltimora, Salt Lake City e Portland, Oregon, è richiesto il verde. New York City, Rhode Island e Chicago (insieme al resto dell'Illinois) richiedono che i segnali di uscita abbiano il testo rosso.
Gli edifici nuovi e rinnovati in Canada devono utilizzare il pittogramma verde con "uomo che corre", ossia lo standard internazionale. Il codice edilizio nazionale canadese del 1995 richiedeva "lettere rosse su sfondo contrastante o lettere bianche su sfondo rosso... ortografia EXIT o SORTIE", tuttavia il codice del 2010 richiede un passaggio dai segni rossi "EXIT" al pittogramma verde "uomo che corre". Il codice edilizio nazionale informa i codici edilizi provinciali e comunali ma non ha personalità giuridica di per sé. La maggior parte delle giurisdizioni canadesi richiede il pittogramma verde internazionale "uomo che corre", tuttavia alcune hanno consentito il mantenimento dei segnali rossi "EXIT" nelle proprietà più vecchie purché uno stile sia utilizzato in modo coerente in tutto l'edificio.
I segni fluorescenti verdi possono essere visti meglio in condizioni di oscurità rispetto ad altri colori, poiché il bastoncello umano è più sensibile a queste lunghezze d'onda.
I segnali di uscita installati in Australia sono verdi con la figura bianca dell'"uomo che corre" (AS2293). In precedenza, i segnali "EXIT" scritti in verde erano standard.

## Design accessibile
Il progetto Accessible Exit Sign è iniziato in Australia nel 2014, si è diffuso in Nuova Zelanda e negli Stati Uniti ed è una campagna di sensibilizzazione internazionale che promuove la necessità di un mezzo di uscita accessibile. Alcuni avvocati hanno proposto che un'adeguata segnaletica di uscita per identificare i mezzi di uscita accessibili sia una componente critica per la riuscita pianificazione di emergenza di qualsiasi edificio.
Il nuovo design del segnale di uscita proposto presenta un'icona "Accessibile ai mezzi di uscita", che include un adattamento del simbolo dell'"uomo che corre" con un nuovo simbolo della sedia a rotelle. Il design è considerato una versione migliorata del segnale di uscita accessibile ISO 7010 e ISO 21542 che mostra l'"uomo che corre" e il simbolo internazionale di accesso alla fine del segnale. Il design universalmente inclusivo con il simbolo della sedia a rotelle "l'uomo che corre" e l'icona della sedia a rotelle "Accessible Means of Egress Icon" condividono essenzialmente lo stesso busto superiore e il design mostra i due che si muovono insieme attraverso la porta. L'Alleanza globale sulle tecnologie e gli ambienti accessibili (GAATES) ha affermato che l'introduzione dell'"icona dei mezzi di uscita accessibili" sulla segnaletica delle uscite cambia l'attuale approccio discriminatorio alla segnaletica delle uscite di emergenza e presenta un design completamente inclusivo; "La combinazione 'Running Man' e 'Accessible Means of Egress Icon' […] stanno lavorando insieme per fuggire dall'edificio. Si muovono all'unisono, mostrano la stessa urgenza e movimento e sembrano viaggiare alla stessa velocità. Le loro teste sono in avanti, a mostrare la loro fretta. Le braccia sono tese e si muovono avanti e indietro mentre si muovono attraverso la porta".
I segnali di uscita accessibili vengono prodotti in Australia, Nuova Zelanda, Stati Uniti e Regno Unito, con caratteri braille e tattili adatti a persone ipovedenti o non vedenti. Il progetto ha lo scopo di mostrare dove si trovano le vie di uscita accessibili alle sedie a rotelle, gli ascensori per l'evacuazione, i dispositivi di evacuazione e le aree di rifugio. Il concetto fornisce anche una progettazione dell'edificio più intuitiva per aiutare le persone non vedenti o ipovedenti a individuare un'uscita. Il progetto soddisfa anche l'intento della Convenzione delle Nazioni Unite sui diritti delle persone con disabilità che richiede ai paesi firmatari di considerare la necessità di un design universale negli edifici.

## Galleria d'immagini

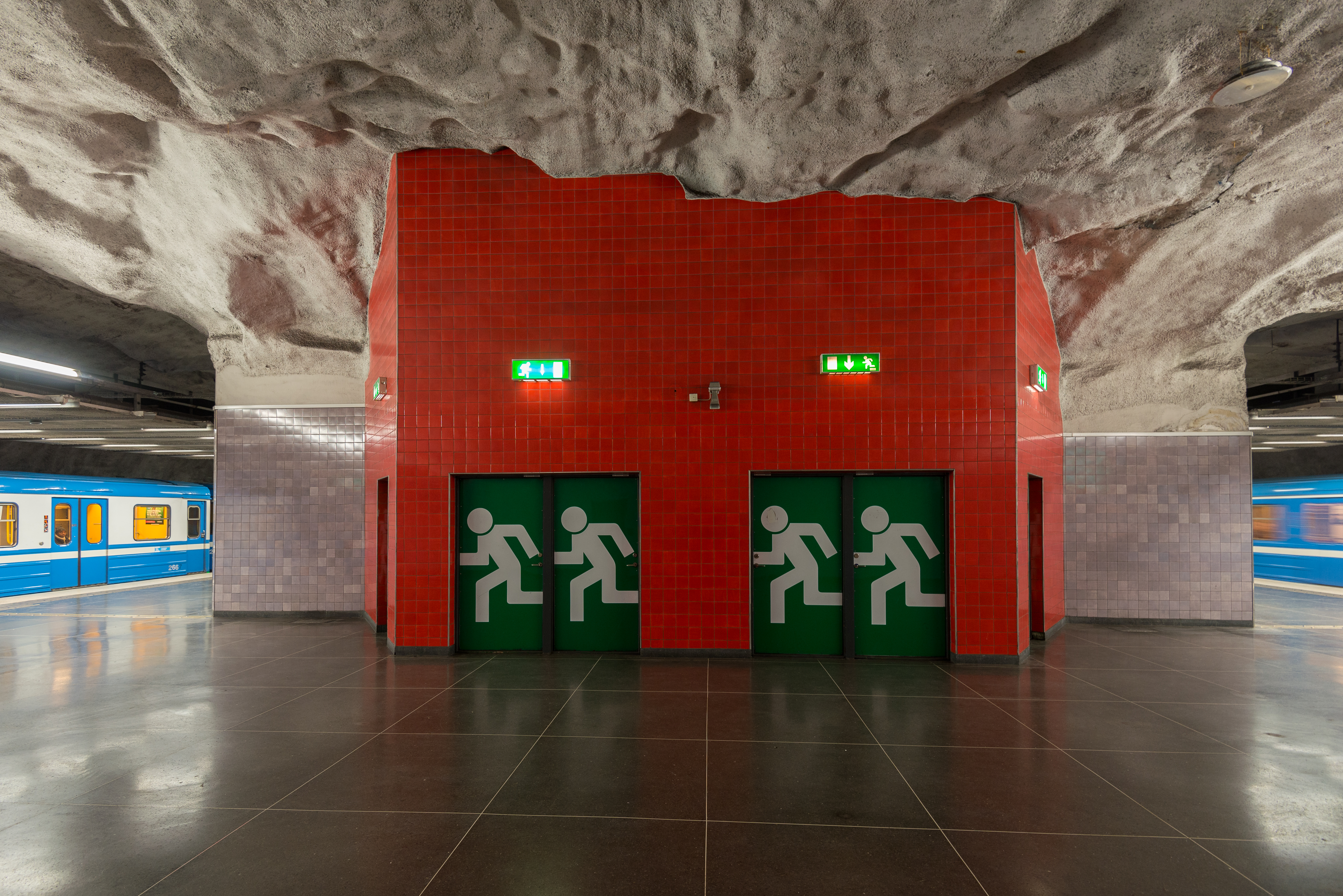
Uscita della metropolitana di Stoccolma in Svezia evidenziata con il carattere della variante ISO
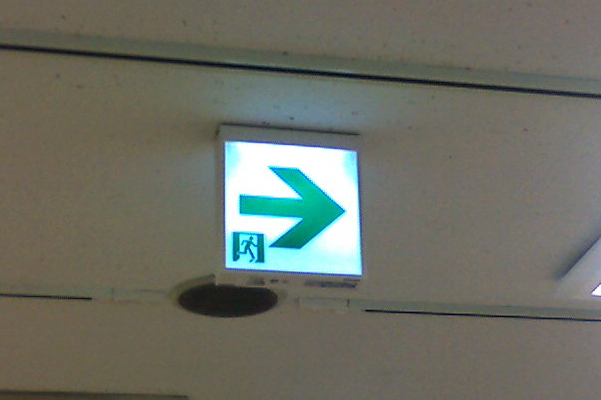
Un segnale di uscita con un design più facile da vedere, anche in condizioni di scarsa visibilità, con illuminazione di emergenza immediatamente sopra.
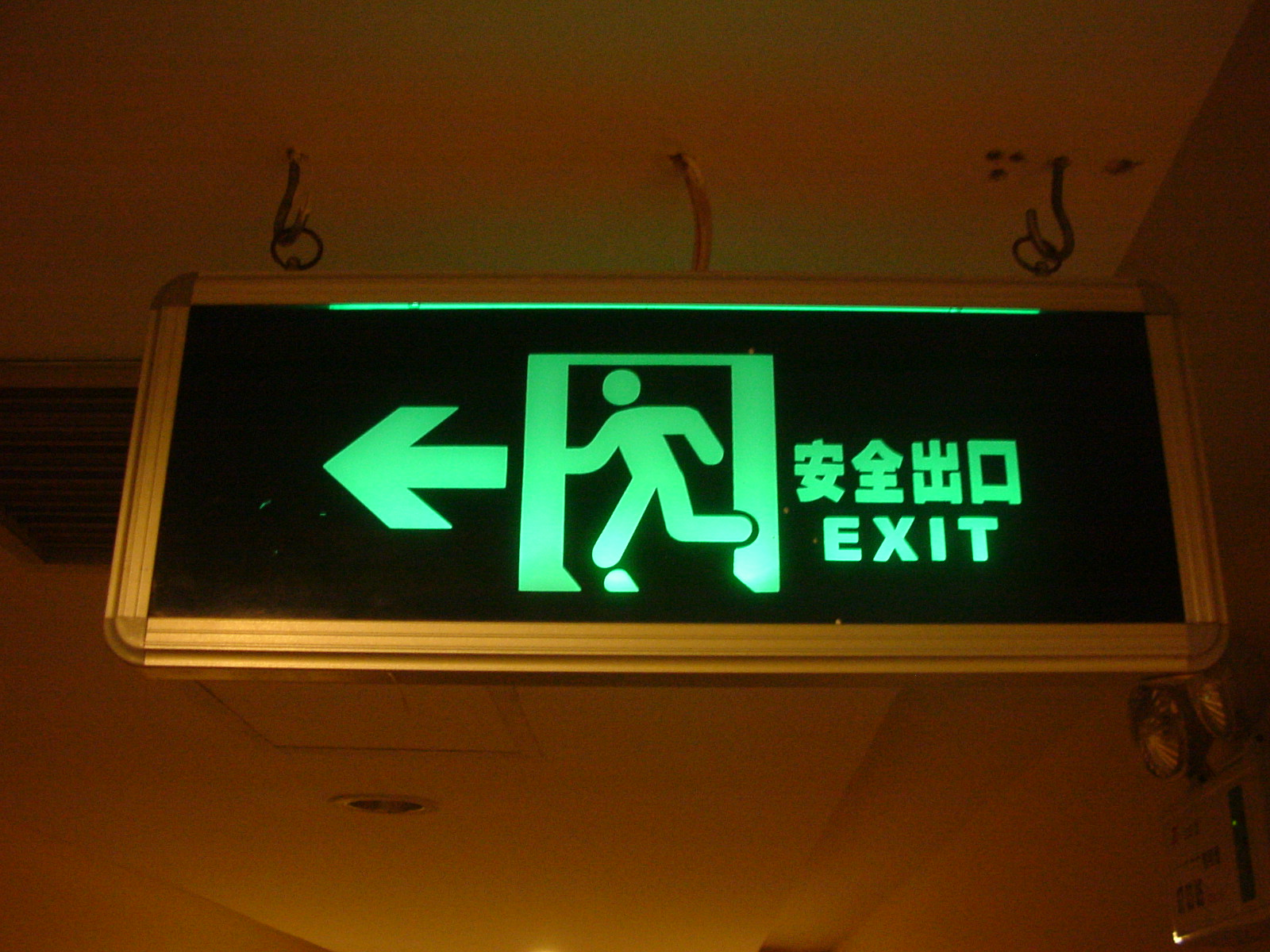
Segno standard della Cina (standard ISO/BS 5499)
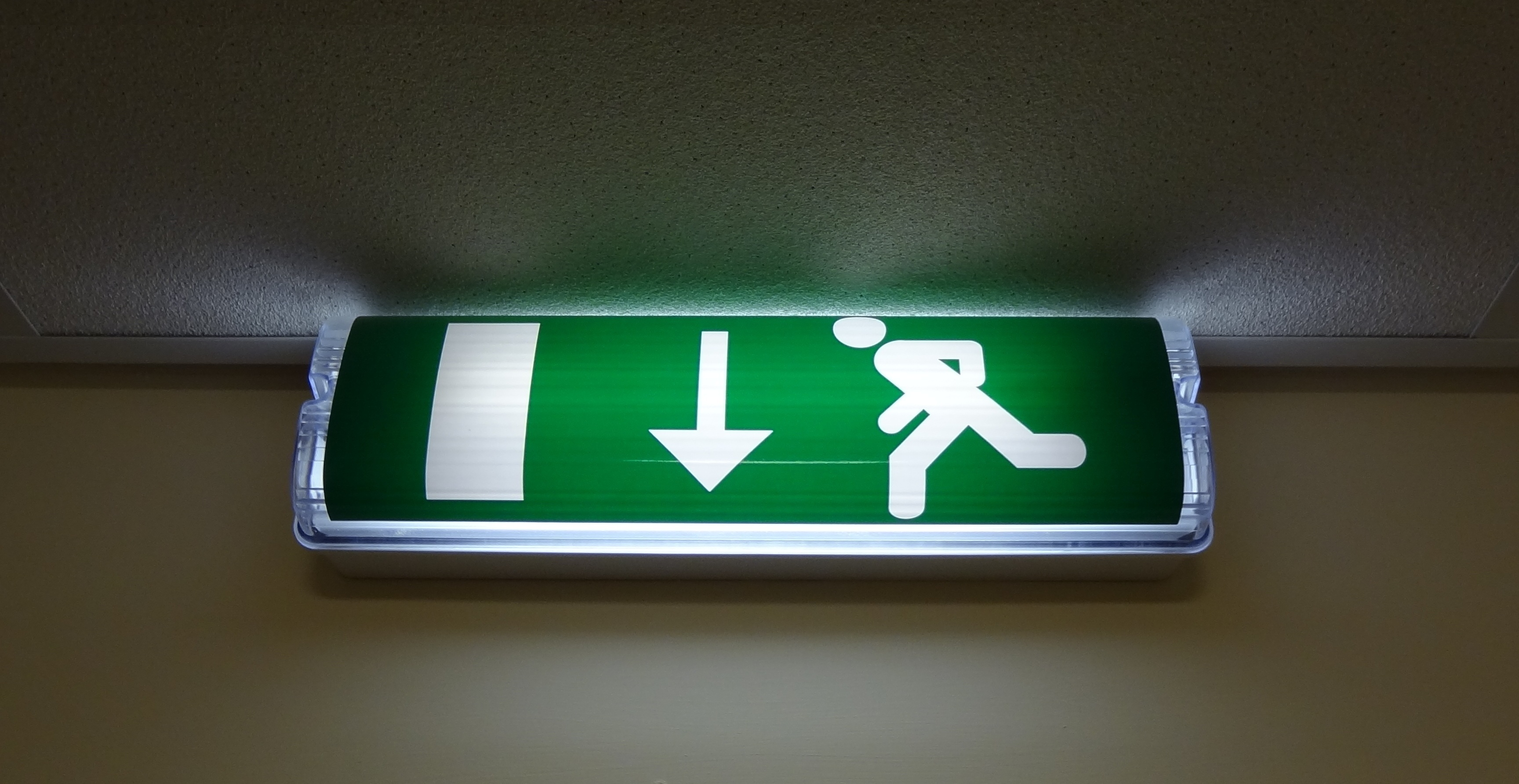
Segnale luminoso di uscita di emergenza nel Regno Unito.